# Schuurkerk

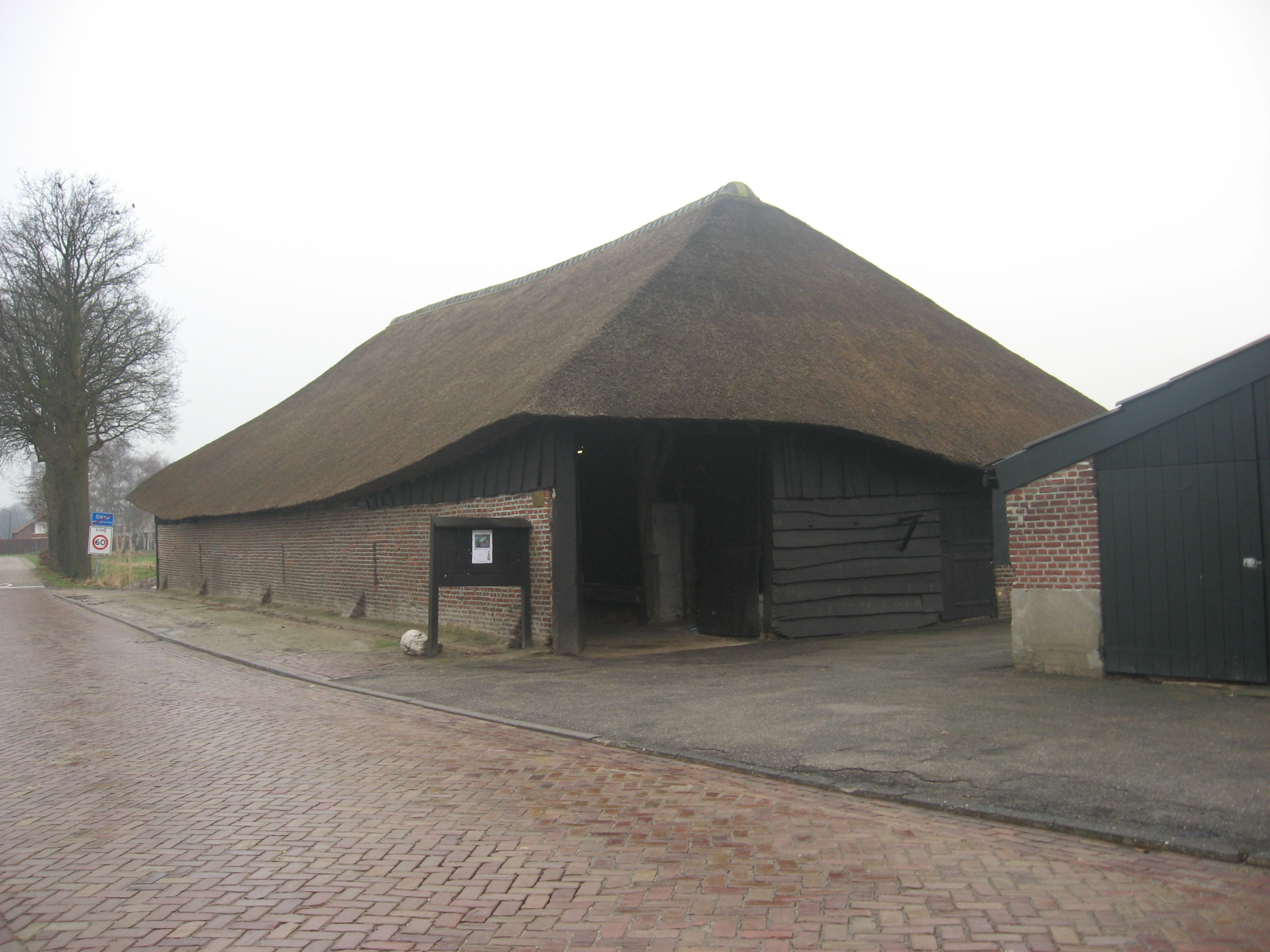
Gerestaureerde voormalige schuurkerk te Gilze

Een schuurkerk, ook wel kerkschuur genoemd, is een schuilkerk die is gevestigd in een gebouw dat er van buiten als een schuur uitziet. Rooms-katholieken, remonstranten, lutheranen en doopsgezinden waren voor hun erediensten na de Reformatie aangewezen op deze schuilkerken, ze kwamen dan ook in grote delen van Nederland voor. In de steden waren schuilkerken vooral in huizen en pakhuizen gevestigd, op het platteland was de plaats van samenkomst doorgaans een boerenschuur.

## Rooms-katholieke schuurkerken na de reformatie
Openlijke uitoefening van de katholieke godsdienst was vanaf 1581 niet toegestaan, vaak stonden er flinke straffen op. De kerken waren in bezit genomen door de calvinisten en de kloosters werden opgeheven. Het exacte moment van inbeslagname en opheffing is regionaal verschillend. In het oostelijk deel van huidige Noord-Brabant vond dit bijvoorbeeld pas na de reformatie in 1648 plaats.
Naarmate de frontlinie met Spanje verder opschoof werd de aanzienlijke katholieke minderheid steeds vaker gedoogd. In 1651 werd op de Grote Vergadering besloten dat hoewel de oude verboden gehandhaafd bleven, actief optreden tegen de katholieken een lage prioriteit zou hebben. Sinds die periode werd de beoefening van de katholieke eredienst in niet opvallende schuil- en schuurkerken toegestaan. Wel moest men om gedoogd te worden zogenaamde recognitiegelden betalen aan de plaatselijke overheid. Door deze regeling namen de katholieken in grensgebieden vaak hun toevlucht tot grenskerken, die juist over de grens waren gebouwd, zoals die in het Weerterbos, bij de latere Achelse Kluis en te Zwillbrock.
Aangezien de protestantse gemeenten in katholieke streken meestal klein bleven waren zij vaak niet in staat de hun toegevallen kerkgebouwen naar behoren te onderhouden. Het daaruit volgende bouwkundige verval was de reden dat, toen de katholieken deze gebouwen vanaf 1798 terug konden krijgen, zij soms toch de voorkeur aan hun schuurkerk gaven.
In latere jaren, vooral na het herstel van de bisschoppelijke hiërarchie in Nederland gedurende de tweede helft van de 19e eeuw, zijn vele nieuwe katholieke kerken gebouwd, meestal in neogotische stijl. Dit werd mede door de sterke bevolkingsgroei gestimuleerd.
De meeste katholieke schuurkerken zijn in de loop der tijd afgebroken, slechts een enkele is dankzij restauratie behouden gebleven.
De luidklok van de Zoetermeerse schuurkerk (daterend van rond 1768) is - via een omweg - terechtgekomen in de kleine klokkentoren van de Zoetermeerse wijkkerk De Doortocht.

## Protestantse schuurkerken na 1800

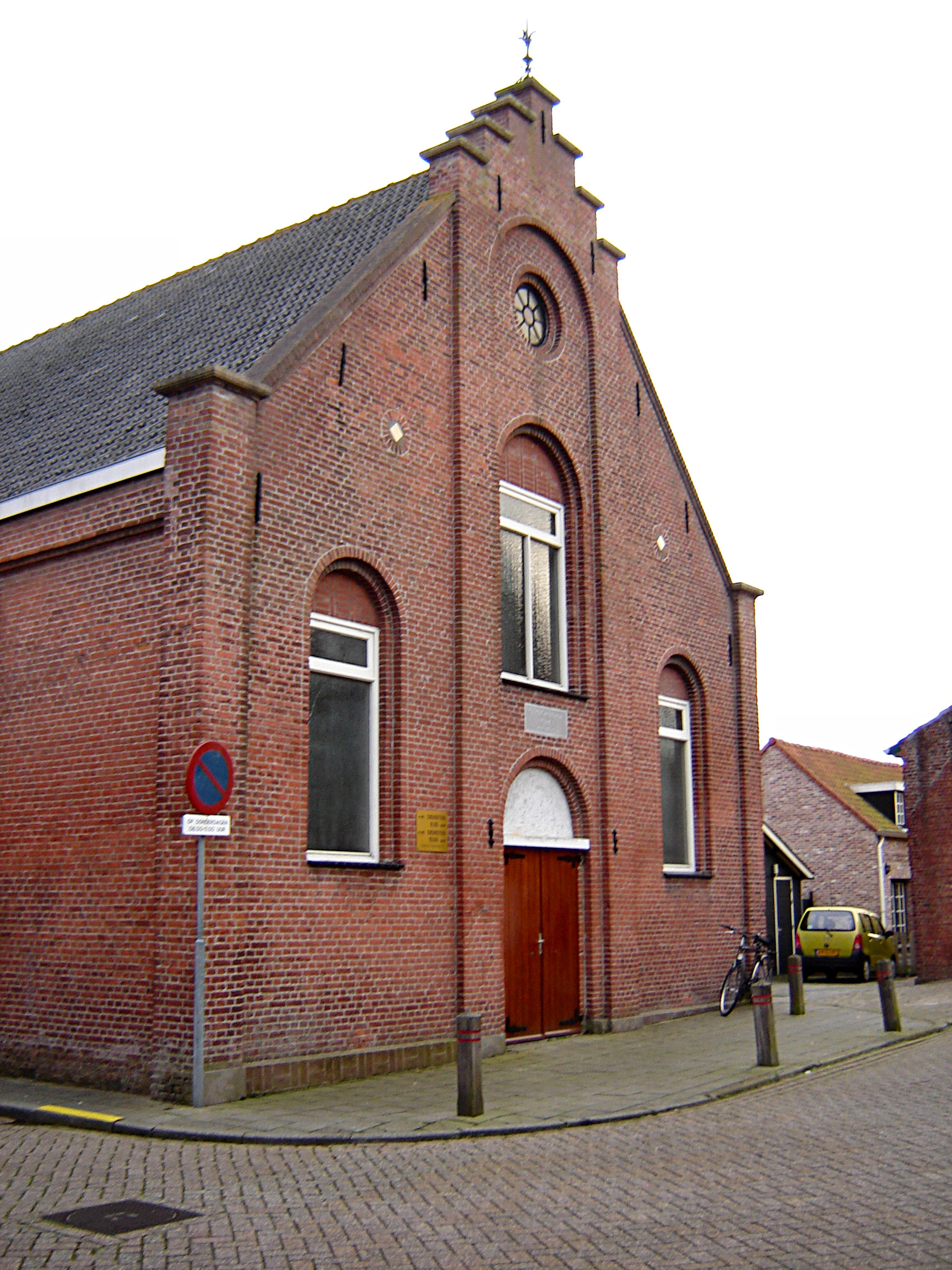
Nederlandse Gereformeerde kerk in Hoek

Naast een schuilkerk in de vorm van een schuur is een schuurkerk ook een sober protestants kerkgebouw dat de uiterlijke kenmerken van een schuur heeft. De kerk bestaat uit een kerkzaal met zadeldak en vaak nog een consistorie of kerkenraadskamer. In veel gevallen staat op of nabij de top van de voorgevel een klein torentje.
Met name bij gereformeerde kerkgenootschappen was de schuurkerk gedurende de 19e eeuw en de eerste helft van de 20e eeuw een geliefde bouwvorm. Deze sloot namelijk aan bij hun ervaringen uit de eerste periode van de Afscheiding van 1834. Omdat zij niet beschikten over eigen kerkgebouwen, hielden zij hun kerkdiensten noodgedwongen vaak in boerenschuren, ook al was het verboden om met meer dan 20 mensen samen te komen. Daarnaast was de schuurkerk door de eenvoudige uitvoering relatief goedkoop, waardoor zij met name bij minder kapitaalkrachtige gemeenten populair was. Dat waren niet alleen de beginnende gereformeerde kerken, maar ook hervormde gemeenten in regio's met een katholieke meerderheid of in ontginningsgebieden.
De voormalige dissenters als de remonstranten, doopsgezinden en lutheranen gebruikten voor hun nieuwe kerken doorgaans nog steeds de vorm van de schuurkerk, die zij hadden gebruikt in de tijd dat zij schuilkerken moesten bouwen.